# Dýšina
Dýšina – wieś i gmina w Czechach, w kraju pilzneński, w powiecie Pilzno Miasto. Według danych Czeskiego Urzędu Statystycznego z dnia 1 stycznia 2015 r. gmina liczyła 1 829 mieszkańców.